# Asterocampa celtis
Asterocampa celtis är en fjärilsart som beskrevs av Jean Baptiste Boisduval och Leconte 1833. Asterocampa celtis ingår i släktet Asterocampa och familjen praktfjärilar. Inga underarter finns listade i Catalogue of Life.

## Bildgalleri

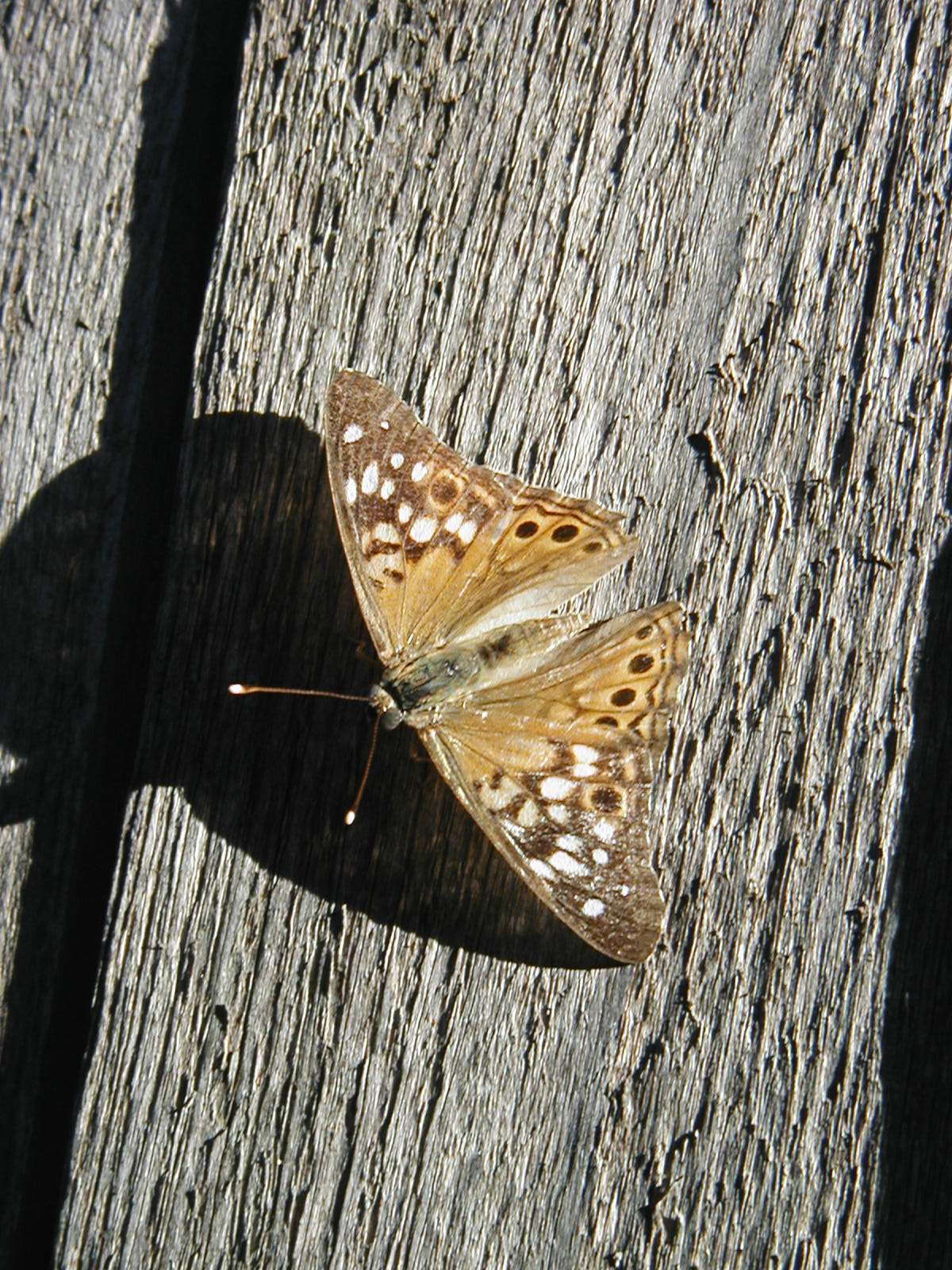
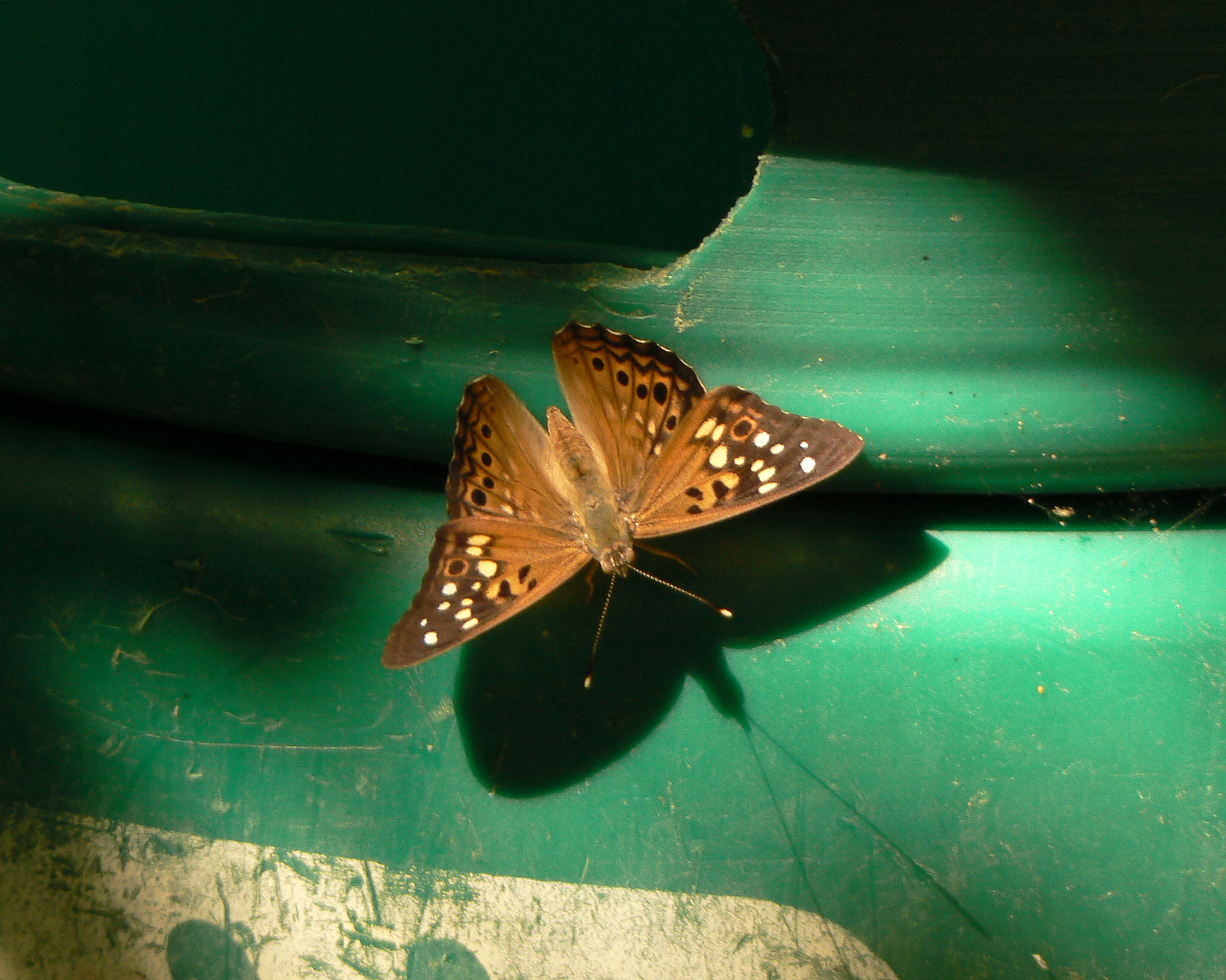
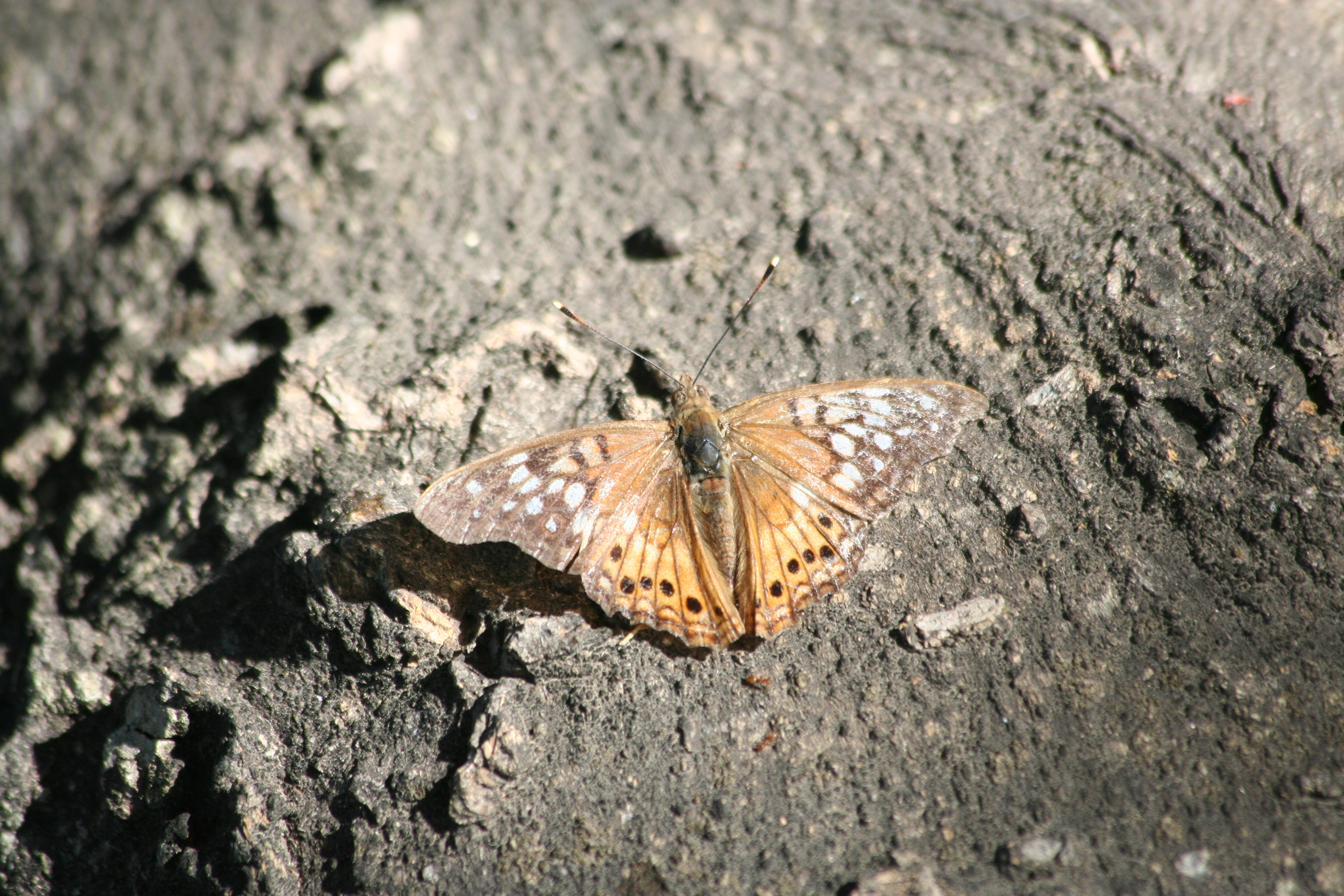
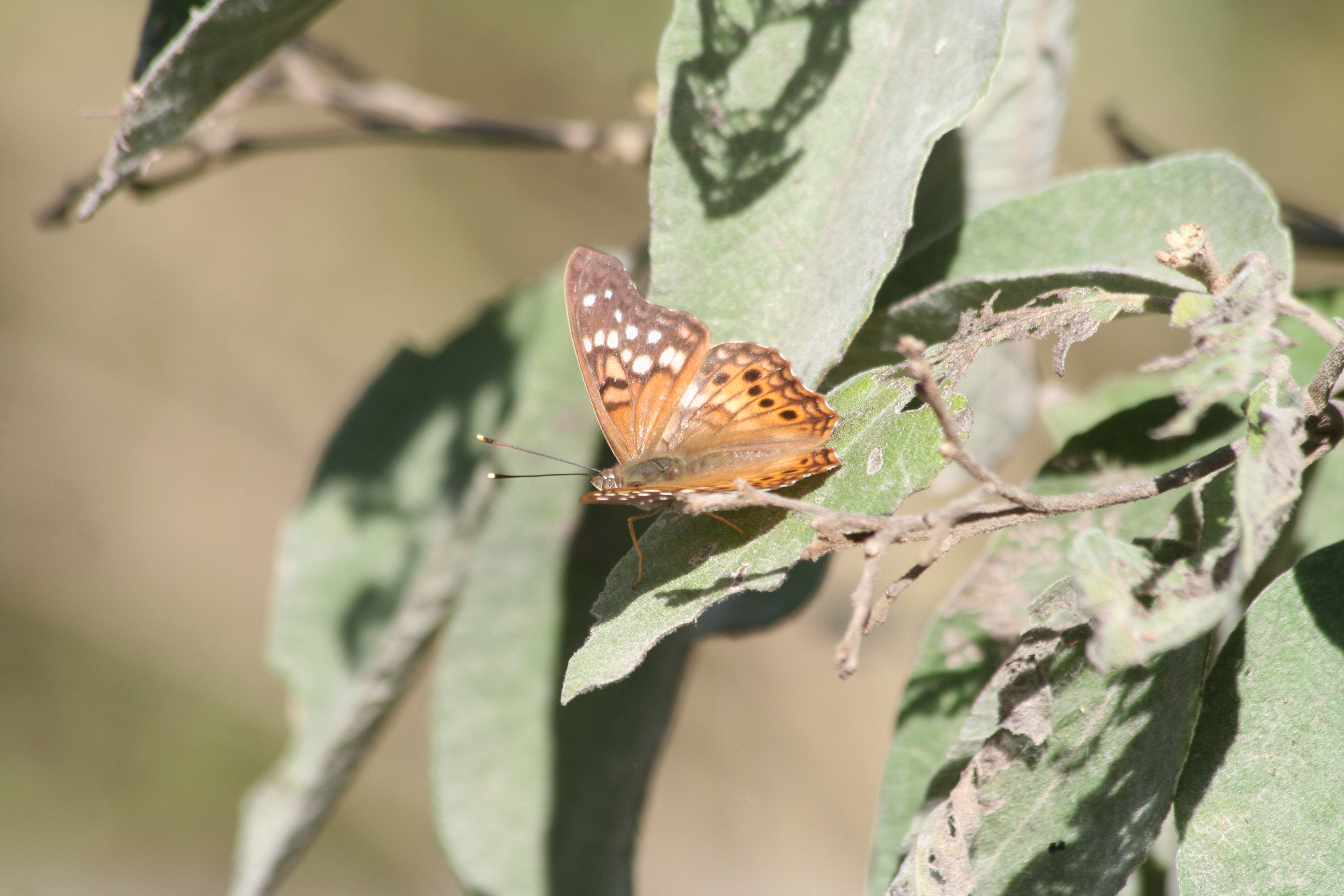
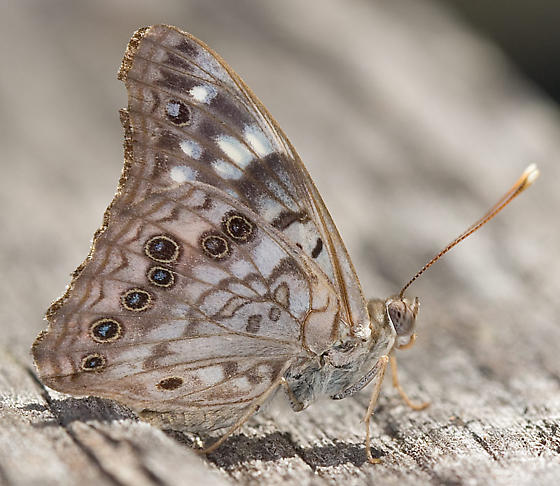
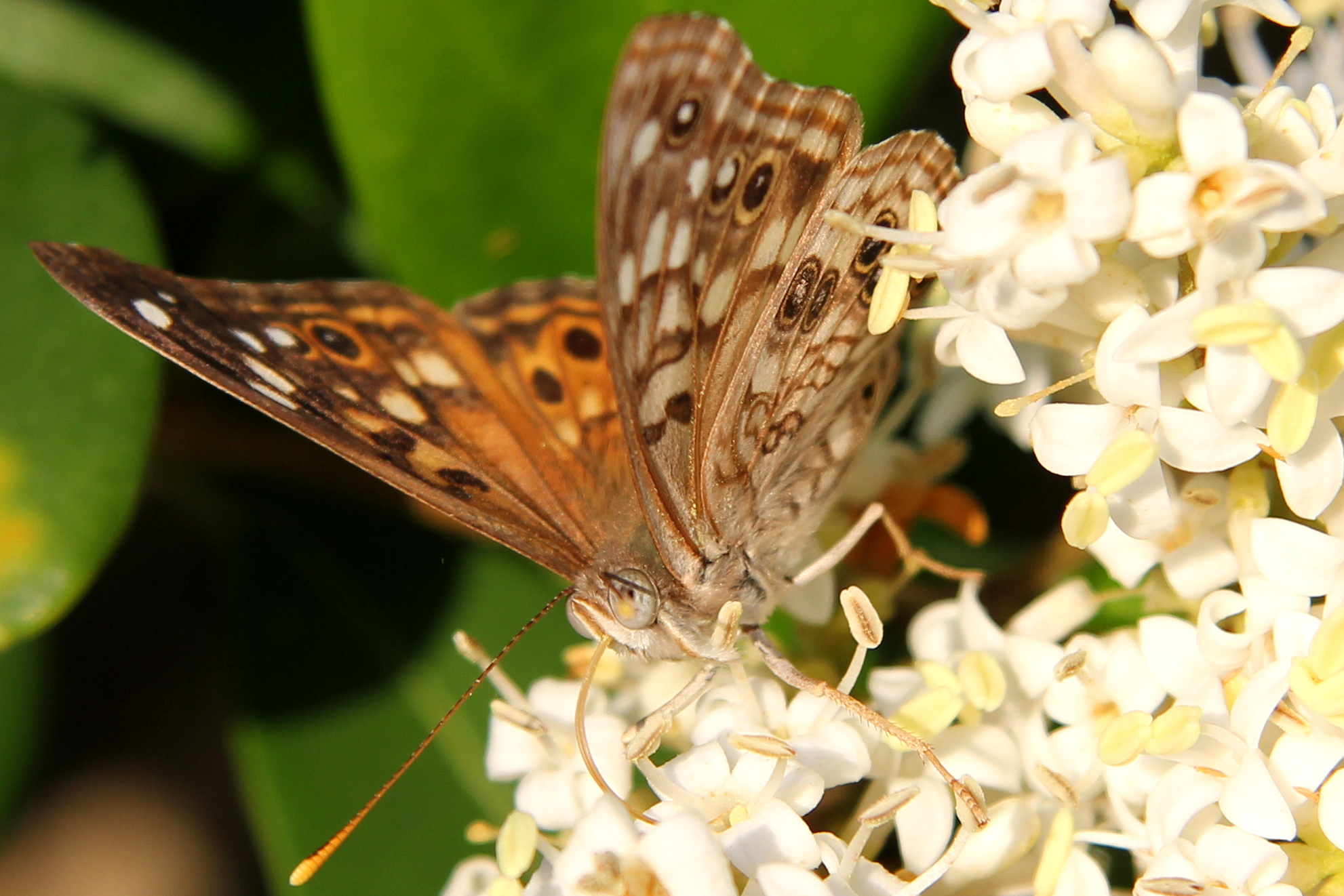